# Нарасунське сільське поселення
Нара́сунське сільське поселення (рос. Нарасунское сельское поселение) — сільське поселення у складі Акшинського району Забайкальського краю Росії.
Адміністративний центр та єдиний населений пункт — село Нарасун.

## Населення
Населення сільського поселення становить 778 осіб (2019; 929 у 2010, 1097 у 2002).